# Yamatoa cinnamomea
Yamatoa cinnamomea är en fjärilsart som beskrevs av John Henry Leech 1888. Yamatoa cinnamomea ingår i släktet Yamatoa och familjen tandspinnare. Inga underarter finns listade i Catalogue of Life.